# Carlo Goldoni

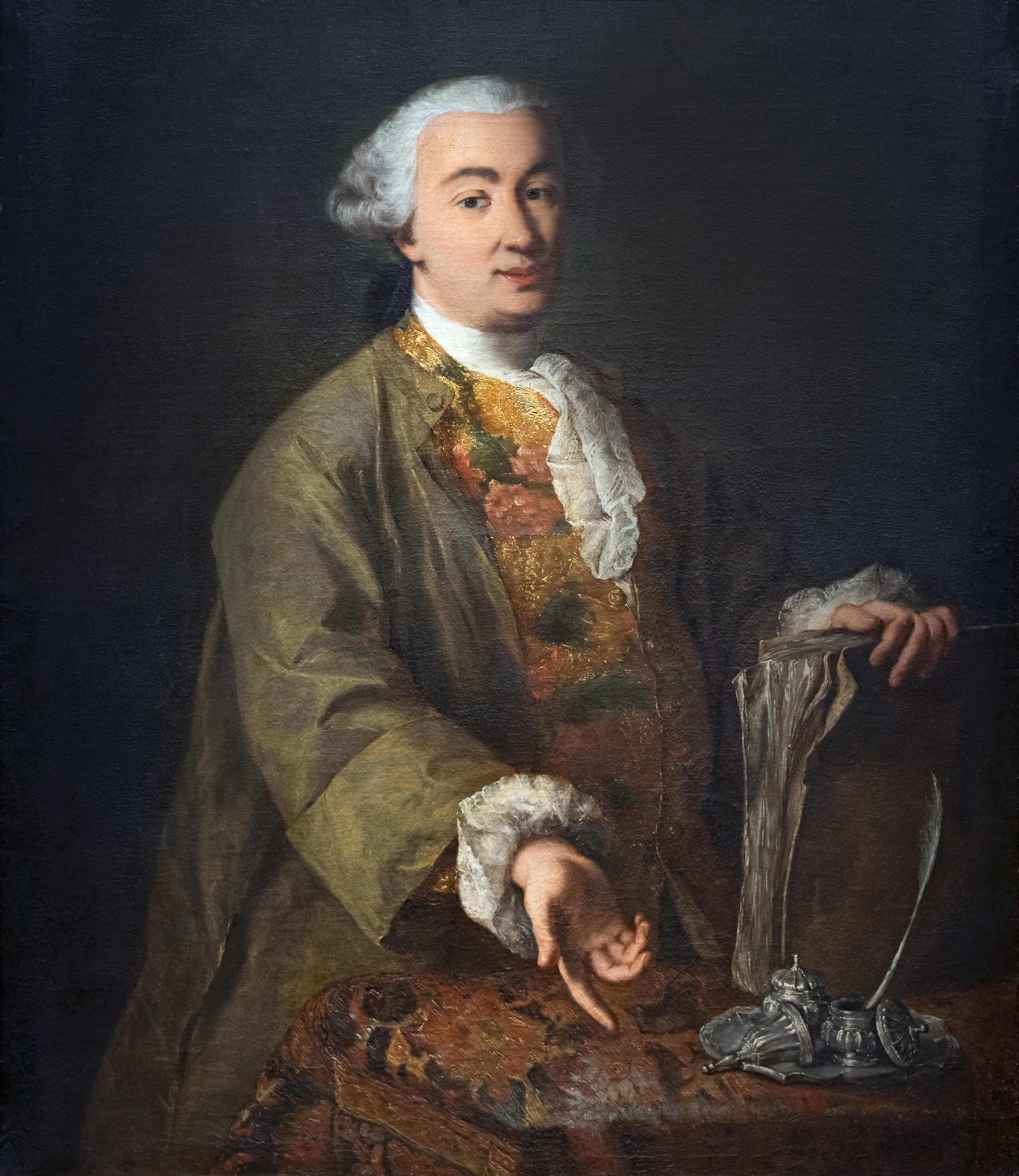
Carlo Goldoni (Porträt von Alessandro Longhi)

Carlo Goldoni (* 25. Februar 1707 in Venedig; † 6. Februar 1793 in Paris) war ein venetischer Komödiendichter und Librettist.

## Herkunft, Kindheit und Jugend

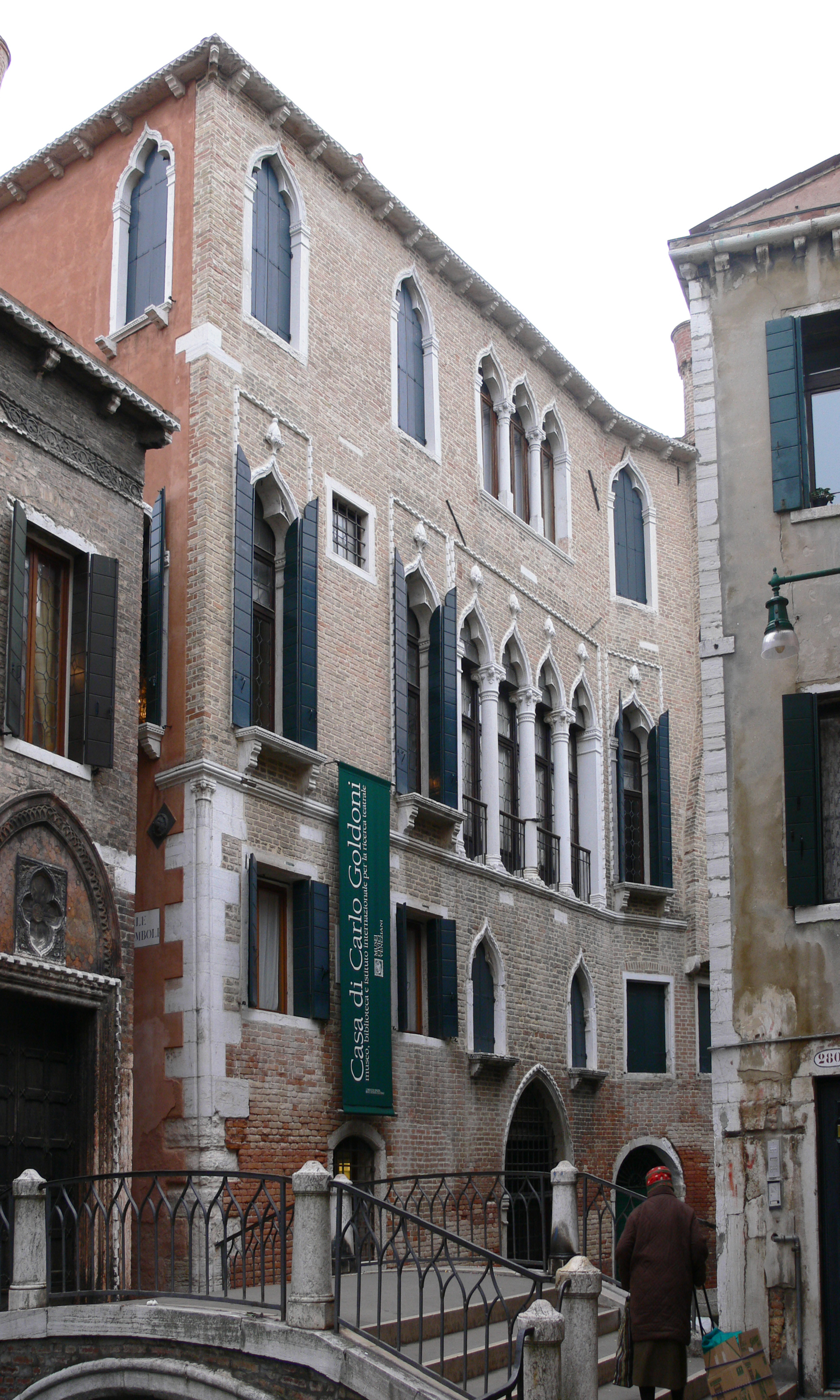
Casa di Carlo Goldoni: Geburts- und Wohnhaus von Goldoni in Venedig, heute Museum und Bibliothek

Carlo Goldoni ist nach seinem aus Modena stammenden Großvater Carlo Alessandro Goldoni benannt, der in Parma studiert und dort zwei venezianische Patrizier kennengelernt hatte, die ihn davon überzeugten, sich in Venedig niederzulassen und eine Position in der im Jahr 1506 eingerichteten Behörde zur Überwachung des Handels zu übernehmen (Cinque Savi sopra la mercanzia - Fünf Weise des Handels). Aus seiner ersten Ehe mit einer jungen Frau aus der Familie Barilli entstammt sein erster Sohn Giulio Goldoni, der Vater des Dichters. Danach lernte der Großvater eine wohlhabende Witwe kennen, die zwei Töchter hatte. Er heiratet die Witwe Margherita Salvioni und bestimmt eine von ihren Töchtern zur Ehefrau seines Sohnes Giulio. So kommt die Familie insgesamt zu Vermögen. Goldoni schreibt in seinen Memoiren, er habe im Haus des Großvaters Theater- und Opernaufführungen gesehen: „Wie hätte ich das Theater verachten können? Wie hätte ich dem Frohsinn abhold sein sollen?“ Der Großvater sei 1712 gestorben und danach sei das Vermögen schnell zerschmolzen. Diese Darstellung aus den 1787 in Paris in französischer Sprache erschienenen Memoiren ist umstritten, es gibt auch an anderen Stellen Widersprüche zu den ab 1761 auf Italienisch abgefassten Erinnerungen – der Großvater soll schon 1703 gestorben sein:„In Wirklichkeit ist Carlo Goldoni der Ältere bereits seit vier Jahren tot, als der Enkel geboren wird....Nicht erst seit 1712, schon wesentlich früher befindet sich die Familie in desolaten Verhältnissen; Von allem Glanz bleibt nicht mehr übrig als das Marionettentheater...“. Goldonis Memoiren sind nicht nur an dieser Stelle kritisch zu lesen, vor allem die chronologischen Abläufe sind nicht immer korrekt. Das der Familie verbleibende Vermögen war groß genug, um eine Bibliothek zu unterhalten, Goldoni von Hauslehrern unterrichten zu lassen und ihm eine gehobene Erziehung zu geben, die es ihm erlaubte, sich schon als Schüler mit dramatischen Versuchen zu beschäftigen.
Giulio und Margherita Goldoni hatten zwei Kinder, die früh starben, bis 1707 der Sohn Carlo geboren wird. 1712 gebar die Mutter noch ein weiteres Kind (Giampaolo Goldoni). Danach reiste der Vater zunächst ohne bestimmte Absicht nach Rom, knüpfte dort gesellschaftliche Kontakte und erhielt die Empfehlung, sein früheres Medizinstudium wieder aufzunehmen. Er folgte ihr, wurde vier Jahre später promoviert, eröffnete (1716) in Perugia eine Arztpraxis und handelte mit Medikamenten. Während der römischen Jahre verblieb die Mutter in Venedig allein mit Carlo, den Sohn Giampaolo gab sie zeitweise bei anderen Leuten in Pension. Zu diesem Bruder hatte Goldoni zeitlebens ein problematisches Verhältnis. Die Familie folgte Giulio dann nach Perugia und wohnte später in Chioggia. Der Vater praktizierte weiterhin in Perugia und folgte manchen seiner Patienten auch in andere Städte Italiens.

## Berufserfahrungen und Studium der Rechte
Im Alter zwischen 12 und 14 Jahren (1719 und 1721) ging Carlo Goldoni in eine von Jesuiten geleitete Schule in Perugia (später auch in Rimini), begleitete seinen Vater hin und wieder in dessen medizinischer Praxis, entwickelte aber keine Freude an diesem Beruf. 1721 nahm der Vater ihn von der Schule und gab ihn zur Ausbildung (4. Schreibgehilfe) nach Venedig in das Anwaltsbüro seines Onkels Paolo Indric. Zwei Jahre später begann er mit dem Jurastudium in Pavia. Auf Vermittlung des Podestá von Pavia, eines Mailänder Senators Goldoni (mit der Familie aber nicht verwandt), erhielt Carlo 1723 ein Stipendium für das 1567 von Papst Pius V in Pavia gegründete Studieninternat Collegio Ghislieri, das noch heute existiert. Dort konnte er nicht nur wohnen, sondern erhielt neben der Universitätsausbildung viele kulturelle und wissenschaftliche Anregungen. Schon als Schüler hatte er geschrieben und hier verfasste er 1725 ein satirisches Intermezzo über die Bürger in Pavia (Der Koloss), das großes Aufsehen erregte. Er wurde aus dem Internat und der Universität gewiesen, kehrte zu seinem Vater zurück und führte in den nächsten zwei Jahren ein unstetes Leben, das zeitweise zu tiefen Depressionen führte.
1727 schickte der Vater ihn wieder zurück an die Universitäten Udine und Modena, in denen er das Jurastudium fortsetzte, aber teilweise durch praktische Tätigkeiten unterbrach: 1728–1729 wurde er „Koadjutor des Kriminalkanzlers“ (heute: Assistent des Staatsanwalts) in den zur Republik Venedig gehörenden Städten Chioggia und Feltre. Der Posten wurde nicht vergütet, verschaffte aber nützliche Kontakte zu einflussreichen Personen. Eine seine Aufgaben war die Protokollführung bei Ermittlungsverfahren und Strafprozessen. Das Frontispiz von Bd. IX der Opere di Carlo Goldoni zeigt ihn am Schreibpult bei der Dokumentation einer Folterszene.
1731 starb der Vater mit 48 Jahren. Danach bemühte Goldoni sich um den Abschluss seines Studiums, der damals durch ein mündliches Promotionsverfahren erfolgte, zu dem man nur bei Nachweis bestimmter Kenntnisse (auch des Kirchenrechts) zugelassen wurde. Carlo Goldoni stellte diesen Antrag im gleichen Jahr erfolgreich an der Universität Padua und bestand die Prüfung. Danach wurde er 1732 in Venedig als Avvocato zugelassen. Dieser Begriff entsteht im 15. Jahrhundert, ist zunächst den Patriziern vorbehalten und öffnet sich im 18. Jahrhundert auch für bürgerliche Anwälte. Sie sind in Anwaltskollegien (corti) organisiert und wählen neue Kollegen hinzu. Dazu waren Mindestkenntnisse der in der Republik Venedig geltenden Gesetze nachzuweisen, die auch innerhalb der Republik nicht einheitlich waren: Das Strafrecht von Chioggia z. B. unterschied sich seit 1181 von den anderen Verwaltungsbezirken Venedigs.

## Theaterautor, Diplomat, Rechtsanwalt

### Amateurstücke
Goldoni bemühte sich nicht intensiv um anwaltliche Aufträge, sondern fuhr schon Anfang 1733 nach Mailand, um dort als Theaterautor Erfolg zu suchen. Schon als Kind war er fasziniert vom Theater:

„Ich liebte die Bücher sehr; mit Leichtigkeit lernte ich Grammatik, die Grundlagen der Erdkunde und der Rechenkunst; aber am liebsten las ich Lustspiele. Deren gab es in der kleinen Bücherei meines Vaters gar nicht so wenige; ich las sie in jedem freien Augenblick, ja ich schrieb mir die Stücke ab, die mir am besten gefielen; im Alter von acht Jahren hatte ich die Kühnheit, selbst ein Lustspiel zu entwerfen … Mein Lehrer behauptete, es stecke mehr Klugheit und gesunder Menschenverstand in dem Stück, als mein Alter erwarten lasse …“

In den Jahren seit 1719 hatte er schon einige Theatertexte verfasst und teilweise mit Laientheatern aufgeführt. 1729 während seiner Zeit als Gerichtsschreiber in Feltre unternahm er den Versuch, als Schauspieler in einem Liebhabertheater aufzutreten und führte dort seine eigens ohne Musik inszenierten Opern Didone und Siroe von Pietro Metastasio auf, ferner zwei komödiantische Intermezzi, die er zur Zeit des Karnevals schrieb: Il buon padre (Der gute Vater), sowie La cantatrice (Die Sängerin). Um sich jetzt in Mailand einen Ruf als Autor zu verschaffen, verfasste er die Stücke Amalasunta, Il Barcarole Veneziano, Belisario und La Birba (Der Betrug), konnte sie aber bei den Theatern nicht unterbringen. Er wohnte in der venezianischen Botschaft, hatte aber keine regelmäßigen Einkünfte.

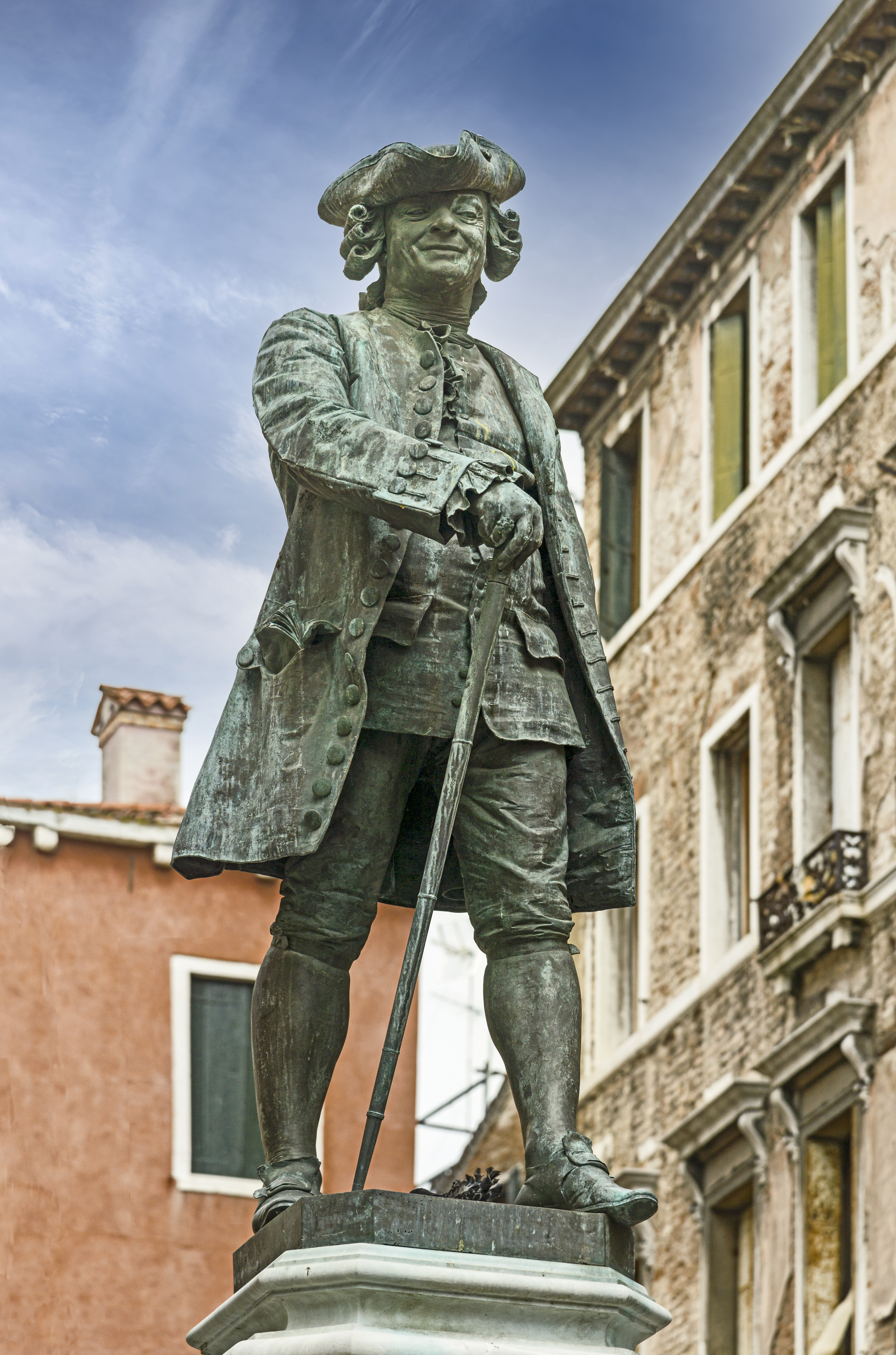
Goldoni-Denkmal auf dem Campo San Bortolomeo in Venedig (Antonio Dal Zotto, 1883)

### Teatro San Samuele
Das änderte sich, als er in Verona den Impresario Giuseppe Imer traf, der den Belisario am 24. November 1734 im venezianischen Theater San Samuele (Eigentümer: Michele Grimani, dem noch drei andere Theater gehörten) aufführen lässt. Es wird – wie auch die anderen Stücke – ein großer Erfolg für Goldoni. Damals begegnete er der Geliebten von Imer, der Schauspielerin Giovanna Maria Casanova „Zanetta“ (1708–1776), die auch in seinen Stücken auftrat. Ihrem Sohn Giacomo Casanova sollte er im weiteren Verlauf seines Lebens hin und wieder begegnen.
Es folgten acht Jahre erfolgreicher Theaterarbeit, in denen sein Name in ganz Italien bekannt wurde. Etwa um diese Zeit begann auch die Zusammenarbeit zunächst mit Ciampi, dann aber mit Baldassare Galuppi, auf deren opere buffe der Hauptteil seiner Bedeutung als Librettist begründet ist. Dieser Zusammenarbeit entsprangen über die nächsten sieben Jahre einige der erfolgreichsten Buffo-Opern Italiens.
1736 übernahm Goldoni neben seiner Tätigkeit für das Teatro San Samuele das Teatro San Giovanni Chrisostomo, das ebenfalls Michele Grimani gehörte. 1738 konnte das Teatro San Samuele zwei berühmte Schauspieler mit Auslandserfahrung gewinnen. Für sie schrieb Goldoni die Komödie Momolo Cortesan (Girolamo, der Mann von Welt), wobei erstmals alle Dialoge im Text vorlagen und nicht improvisiert wurden.

### Heirat und Familie
Viele Engagements der Theatertruppe führten Goldoni auch in andere Städte Italiens, darunter 1736 nach Genua. Dort traf er (29) auf die 19-jährige Nicoletta Connio (auch: Conio), die Tochter eines ortsansässigen Notars und Bankdirektors, die er am 23. August 1736 heiratete.
Die Ehe blieb kinderlos und hielt trotz gelegentlicher Amouren Goldonis lebenslang: „Seine Gattin hinderte ihn nicht daran, zahlreiche andere amouröse Abenteuer mit Schauspielerinnen zu haben, wie er in seinen in Paris abgefassten Mémoires andeutet.“
1754 nahmen sie die beiden Kinder Francesco und Petronilla seines verwitweten Bruders Giampaolo aus Rom in ihren Haushalt auf; der Nichte wird Goldoni später – trotz eigener beschränkter Mittel – eine Mitgift finanzieren. Nicoletta folgte ihm auch nach Paris und starb dort am 9. Januar 1795.

### Genuesischer Konsul
Der Konsul der Republik Genua Graf Tujo zog sich nach 20-jähriger Tätigkeit aus diesem Amt zurück. Goldoni bemühte sich – gestützt auf seine juristischen Qualifikationen – um die Nachfolge, weil er sich als Diplomat bevorzugte Zugänge zur höheren Gesellschaft und damit auch weitere Unterstützung für sein literarisches Werk erhoffte. 1740 erhielt er die Akkreditierung und trat das Amt im Januar 1741 an. In der Meinung, das Amt werde angemessen vergütet, verzichtete er auf sein Gehalt und seinen Posten als Direktor beim Theater San Samuele (seit 1737), um festzustellen, dass der Repräsentationsaufwand erheblich war und nur geringe Zuschüsse zu Sachkosten erfolgten. Gleichwohl hielt er zwei Jahre an dem Amt fest, verschuldete sich hoch und ging 1743 für längere Zeit nach Rimini, wo er durch neue Stücke wieder Geld verdienen konnte.

### Rechtsanwalt in Pisa
Von Rimini reiste er 1744 nach Pisa. In den folgenden fünf Jahren, die er dort verbrachte, bewegte er sich vor allem im dortigen gesellschaftlichen Leben, das er mit Mandaten als Anwalt finanzierte. In Pisa gab es einen Club von literaturinteressierten Honoratioren (Arcadier), der ihn unter dem Namen Polisseno Fegejo in seinen Kreis aufnahm. 1745 schreibt er dort sein berühmtestes Stück Il servitore di due padroni (Der Diener zweier Herren), das sich noch 2024 auf den Spielplänen findet.

### Teatro Sant’Angelo – Girolamo Medebach

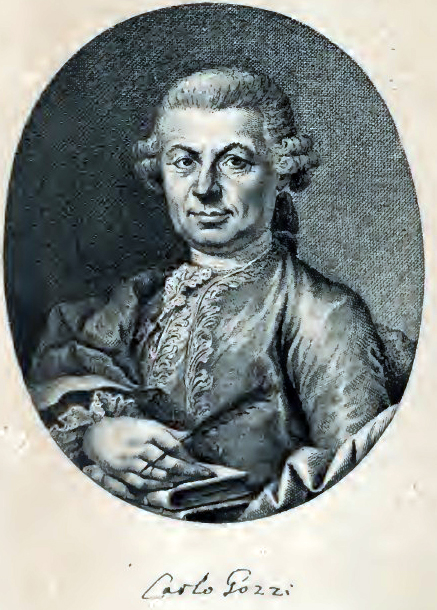
Porträt Carlo Gozzi (1720–1806)

Beim Besuch einer Theatertruppe in Livorno traf er Girolamo Medebach, einen Theaterdirektor, der plante, in Venedig die Direktion des Theaters Sant’Angelo zu übernehmen: dessen bisheriger Besitzer, Graf Gasparo Gozzi hatte es an Antonio Condulmer veräußert. Am 10. März 1749 schloss Medebach mit ihm zu einem festen Gehalt einen Vier-Jahres-Vertrag, der Goldoni verpflichtete, jährlich acht Komödien und zwei Libretti zu liefern, die Truppe bei auswärtigen Gastspielen zu begleiten und weitere Werke zu bearbeiten. Dieser finanziellen Sicherheit stand das Risiko gegenüber, keinen Anteil an besonders erfolgreichen Stücken zu haben. Die Wiederaufführung der Komödie La vedova scaltra (Die schlaue Witwe – 1748) führte zu Angriffen seines Konkurrenten Abate Pietro Chiari, dessen Komödien dem klassischen Stil der Commedia dell‘ arte näher standen als Goldonis Arbeit – er war Goldoni im Teatro San Samuele gefolgt.  So begann die zweite langjährige Periode seines Schaffens als Theaterautor mit Spannungen. Gleichwohl lieferte er für die Saison 1750/51 16 Komödien, für die er nicht besonders vergütet wurde.

### Teatro San Luca – Antonio Vendramin
Nach Ablauf des Vertrages mit Medebach schloss Goldoni mit dem Eigentümer des Theaters San Luca (Antonio Vendramin) ab 1753 einen Zehnjahresvertrag zu günstigeren Bedingungen. Zu ihnen gehörte vor allem der Verbleib der Druckrechte an den Stücken, die zuvor Medebach in Anspruch genommen hatte, aber auch die Tatsache, dass er unmittelbar mit dem Eigentümer ohne einen zwischengeschalteten Theaterdirektor abschließen konnte. So konnte er einen unmittelbaren Einfluss auf die Schauspieler, das Bühnenbild usw. nehmen. Konkurrenz erwuchs ihm durch seinen Nachfolger bei Medebach, den Abate Pietro Chiari, der den klassischen Stil der Commedia dell‘ arte unterstützte und Änderungen daran ablehnte. Aus ähnlichen Gründen kam es zu Auseinandersetzungen mit dem Grafen Carlo Gozzi. Das führte hin und wieder zu den ihnen seit jeher bekannten depressiven Zuständen. Hinzu kamen Auseinandersetzungen mit Francesco Vendramin, der nach dem Tod seines Bruders Eigentümer des Theaters wurde. Immer wieder aber gelangen ihm neue Stücke, die das Publikum begeisterten.

### Paris und Versailles: Theaterautor und Sprachlehrer am Hof
Der aufreibende Kampf um den richtigen Theaterstil und die scharfe Konkurrenz der sieben venezianischen Theater hatten Carlo Goldoni im Lauf der Jahre sehr zugesetzt. Als er von einer sehr positiven Kritik Voltaires über seine Stücke las und Nachricht erhielt, dass seine Stücke in Frankreich übersetzt würden, fühlte er sich ermutigt, sich mit 53 Jahren in Paris am dortigen italienischen Theater (Comédie Italienne) ab 1763 eine neue Wirkungsstätte zu erschließen. Hier schrieb er noch mehrere italienische Stücke und zwei französische, von denen eins, Le bourru bienfaisant, 1771 mit großem Erfolg in Fontainebleau aufgeführt wurde (Der gutherzige Murrkopf, Augsburg 1785). Aus dem ursprünglich für zwei Jahre angesetzten Experiment wurden am Ende fast 30 Jahre.
Die Anfänge waren schwierig, da die dortigen Schauspieler noch den alten italienischen Stil bevorzugten und Schwierigkeiten hatten, Text zu lernen. Goldoni selbst wurde wie ein drittrangiger Schauspieler bezahlt (6000 Francs im Jahr, die berühmtesten Schauspieler erhielten bis 15.000 Francs). Die finanziellen Probleme lösten sich teilweise auf, als Goldoni den Zweijahresvertrag nicht verlängerte, weil er den Auftrag erhielt, die Töchter von Ludwig XV und später Ludwigs XVI in Versailles in der italienischen Sprache zu unterrichten, womit er gleichzeitig seine Anerkennung als Autor stärken konnte. Sein Gehalt betrug 3600 Livres, das er durch die Französische Revolution verlor. Der Nationalkonvent gestand es ihm wieder zu.
So blieb er von 1764 bis 1769 in Versailles und kehrte dann nach Paris zurück. Dort arbeitete er wieder für das Theater und bewegte sich in der Kulturszene vor allem der Enzyklopädisten. Etwa 1772 nahm er Kontakt zu Jean-Jacques Rousseau auf, dessen Meinung über die Unterschiede zwischen dem französischen und dem italienischen Theaterstil ihn interessierten. Rousseau, der damals seinen Lebensunterhalt mit der Kopie von Noten verdiente und in bescheidenen Verhältnissen lebte, äußerte sich so schroff und unverbindlich, dass Goldoni den Kontakt abbrach.
Goldoni gehörte zu den ersten auswärtigen Mitgliedern der 1750 gegründeten Accademia Roveretana degli Agiati. Er starb am 6. Februar 1793 in der Rue Dussoubs 21 mit 85 Jahren im 2. Pariser Arrondissement und wurde auf dem mittlerweile aufgelassenen Friedhof Sainte-Catherine zu Grabe getragen.
Die Lage des ehemaligen Friedhofs befindet sich an der Grenze des 5. zum 13. Arrondissement unter dem Boulevard Saint-Marcel 51–66.

## Goldonis Theaterstil und seine literarische Wirkung
Goldoni setzte sich von der bisher dominierenden Commedia dell’ arte ab: Er löste sich von deren thematisierten Charakteren, benutzte lebendiges Dialektmaterial der venezianischen Sprache, erfand neue Figuren, löste sich von den Versformen und schrieb im Detail ausgearbeitete Texte, während bisher die Schauspieler nur einen Leitfaden für die Handlung hatten, den Text aber improvisieren mussten (und wollten). Darüber hinaus gab es zahllose stilistische Vorschriften in der Art, wie die einzelnen Akte aufeinander folgen sollten, ob und wie Musik einzusetzen sei usw. Von alldem versuchte Goldoni sich so weit zu lösen, wie es die Reaktionen des Publikums, der Kritiker und der Auftraggeber gestatteten. Schon die ersten Versuche des 17-jährigen Studenten auf dem Gebiet des Lustspiels waren vom Vorbild der Komödienautoren der Antike geprägt (Aristophanes, Menander, Plautus usw.):

„Ich habe … die griechischen und römischen Dichter wieder gelesen, und ich sagte mir: Ich würde sie nachahmen mögen im Plan, im Stil und in ihrer Deutlichkeit; aber ich wäre nicht zufrieden, wenn es mir nicht gelänge, meine Werke fesselnder zu gestalten, ausgesprochene Charaktere, mehr Komik und glücklichere Lösungen zu geben…… Die griechischen und römischen Dichter haben die Natur gekannt und sind ihr genau nachgegangen; aber sie haben sie ohne Schleier und ohne Schonung dargestellt.“

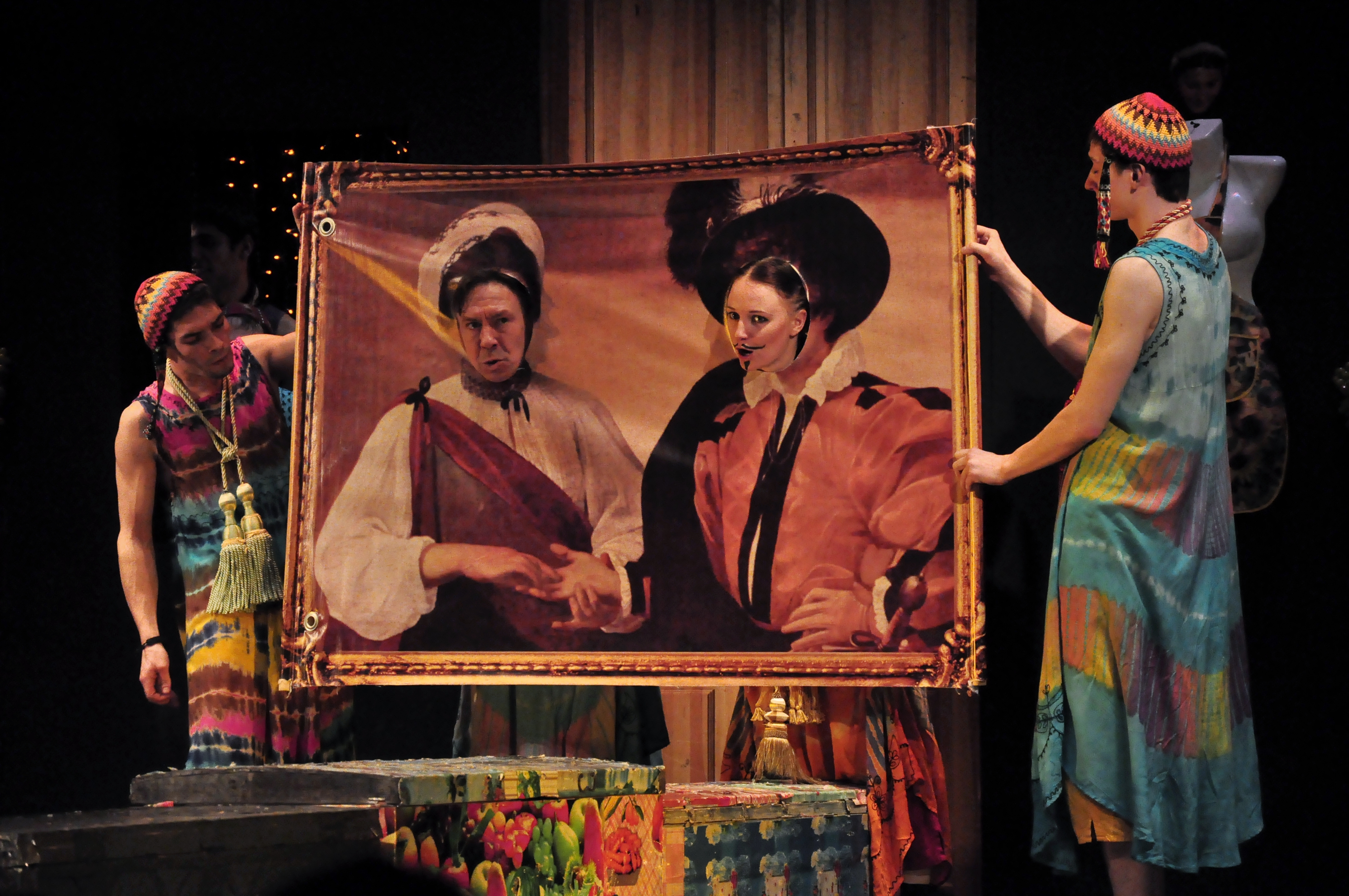
Der Diener zweier Herren, Moskauer Theater Na Strasnom, 2014

Schon immer hatte Goldoni Machiavellis Komödie Mandragola (1518) bewundert, die diesen Vorbildern folgte, später fand er in Molière ein bewundertes Vorbild, dem er 1751 in seinem in Turin uraufgeführten Stück die tragende Funktion übertrug (Il Moliere).: „Molière war der erste, der die Sitten und Lächerlichkeit seines Jahrhunderts seines Landes zu verspotten wagte.“ Um die Menschen möglichst ähnlich abzubilden, hat Goldoni viele seiner Texte seinen Schauspielern auf den Leib geschrieben.
Dabei stützte er sich nicht nur auf seine Beobachtungsgabe, sondern immer wieder auch auf eigene Erfahrungen als Kriminaljurist, Rechtsanwalt, Theaterdirektor und Konsul. Auch mit wirtschaftlichen Verhältnissen war er beruflich wie privat vertraut: Nicht nur einmal ist er – wie seinen Memoiren zu entnehmen ist – Betrügern zum Opfer gefallen und hat diese Erfahrungen literarisch verarbeitet (1741: Il mercante fallito – Der bankrotte Kaufmann). Mit der engen Verbindung zwischen der Kunst und der Wirklichkeit wirkt Goldoni bis heute auf das moderne Theater.

## Werke

### Komödien

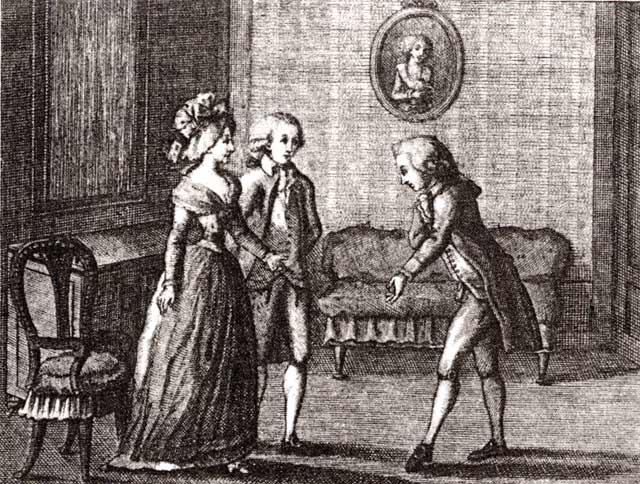
Luigi Ponelato: Il Cicisbeo, Illustration zu Goldonis Werken Bd. 13, Venedig 1790

In seinem theatralischen Wirken mit dem Mittelpunkt Venedig (oft auf Venezianisch) fiel Goldoni die Rolle eines Reformators des italienischen Lustspiels zu. Er vertrat an Stelle der Commedia dell'arte mit ihren Harlekinaden und Possenreißereien, ihren Unanständigkeiten und phantastischen Erfindungen die Charakter- und Sittenkomödie nach Molières Vorbild. Während des jahrelangen Kampfes, den er gegen die bisherige Form zu führen hatte, und in dem Carlo Gozzi sein Hauptgegner war, wechselte er häufig seinen Aufenthaltsort und arbeitete immer wieder auch als Rechtsanwalt. Erst nach seiner Rückkehr nach Venedig 1748 wurden seine Bemühungen allmählich von Erfolg gekrönt, und er konnte von seiner literarischen Tätigkeit sein Einkommen bestreiten.
Goldoni hat an die 200 Stücke geschrieben und sich in allen dramatischen Gattungen versucht. Sein Ruhm beruht aber vorzugsweise auf seinen Lustspielen, von denen ein Teil noch der alten Gattung der Maskenspiele, wenn auch in wesentlich verbesserter Gestalt, angehört. Sein Hauptverdienst besteht in der Einführung des regelmäßigen Lustspiels, besonders der Sitten- und Charakterkomödie. Bei seiner außerordentlichen Produktivität arbeitete er oft flüchtig und ungleich; auch fehlt es ihm, namentlich mit Molière verglichen, an komischer Kraft und echtem Humor, wenn auch nicht an manchen guten Einfällen. Die Sitten seiner Zeit und Nation hat er mit großer Wahrheit und scharfen Umrissen, in natürlicher Sprache und lebendigem Dialog gezeichnet.
Weiterhin verarbeiten Goldonis Komödien auch Einflüsse ihrer Zeit, zum Beispiel der Aufklärung, ebenso porträtieren seine Komödien immer wieder den Niedergang des Adels und den Aufstieg des Bürgertums.

### Libretti
Goldoni war Mitglied der berühmten Accademia dell’Arcadia und signierte seine Libretti deshalb, anders als seine Werke für das Sprechtheater,  mit dem Pseudonym Polisseno Fegejo, unter dem er dieser literarischen Gesellschaft angehörte. Allerdings sprach er in seinen autobiographischen Schriften eher geringschätzig von ihnen als lukrativer Nebenbeschäftigung. Viele der von ihm verfassten Textbücher, namentlich diejenigen aus der Zusammenarbeit mit Galuppi, wurden – entgegen der sonstigen Praxis in der Opera buffa – mehrfach neuvertont, u. a. von Antonio Tozzi, Karl Ditters von Dittersdorf, Joseph Haydn, Wolfgang Amadeus Mozart, Giovanni Paisiello, Marcos António Portugal, Niccolò Piccinni, Antonio Salieri und Domenico Cimarosa. Im Laufe dieser Neuvertonungen wurden seine ursprünglichen Libretti oft stark abgewandelt, was ihn dazu bewog, in seinen Mémoires (Paris, 1787) explizit vor Verfälschungen zu warnen.
Er lieferte den Komponisten zuverlässig abwechslungsreiches, oft in der Sphäre des Phantastischen angesiedeltes Material mit viel Spektakel und unerwarteten Wendungen der Handlung. Im Unterschied zu Pietro Metastasio war Goldoni bemüht, seine Texte den Vorstellungen von Komponisten anzupassen, und nicht umgekehrt. Goldoni war der erste, der den Terminus dramma giocoso konsistent als Gattungsbezeichnung verwendete, und sein Verständnis dieses Begriffs als Mischung verschiedener Rollentypen von serio bis buffo wurde stilbildend für andere Librettisten, zum Beispiel Giovanni Bertati und Lorenzo da Ponte.
Meistens beginnt ein typisches (originales) Goldoni-Libretto mit einem eröffnenden Ensemble, gefolgt von einem farbigen Tableau und einer ersten Ahnung der dramatischen Zuspitzung. Typischerweise ist die ganze dreiaktige Form mit reichlich Ensemble-Anteilen versehen, und der dritte Akt beinhaltet ein Duett der zwei Hauptcharaktere unmittelbar vor dem Finale. Sein Hauptbeitrag zur Opera buffa jener Zeit aber waren die ausgedehnten, mit reichlich Aktion angereicherten finali, die für ununterbrochene Musik konzipiert waren. Diese Neuerung zwang die Komponisten jener Zeit, sich auch im Rahmen einer musikalischen „Nummer“ mit Aktion oder plötzlichen Ereignissen auseinanderzusetzen und diese dramatischen Wendepunkte nicht, wie bisher üblich, im Rezitativ abzuhandeln. Insofern hat Goldoni ohne Zweifel einen großen Anteil an der Entwicklung der Opera buffa in der zweiten Hälfte des 18. Jahrhunderts.

## Ausgewählte Werkliste

### Komödien
- Don Giovanni Tenorio ossia Il dissoluto (Don Giovanni Tenorio oder Der Wüstling) (1736)
- Momolo cortesan bzw. L’uomo di mondo (Der Mann von Welt) (1738)
- Il servitore di due padroni (Der Diener zweier Herren) (1745)
  - Der Diener zweier Herren. Komödie. Deutsch bearbeitet von Friedrich Ludwig Schröder. Nachwort von Jürgen von Stackelberg. Reclam, Stuttgart 2012.
- I due gemelli veneziani (Die zwei venezianischen Zwillinge) (1747)
  - Die Zwillinge aus Venedig. Komödie in 3 Akten. S. Fischer, Frankfurt am Main 1974.
- La bottega del caffè (Das Kaffeehaus) (1750)
  - Das Kaffeehaus. Übersetzt von Lola Lorme. Hölder-Pichler-Tempsky A.G., Wien / Leipzig 1935.
  - Das Kaffeehaus. Übersetzt und bearbeitet von Karin Winkler. Deutscher Theaterverlag, Weinheim 2000.
  - Das Kaffeehaus. Komödie in 3 Akten. Übertragen aus dem Original von Heinz Riedt. S. Fischer, Frankfurt am Main 1960.
- Il bugiardo (Der Lügner) (1750)
  - Der Lügner. Übersetzt von Lola Lorme. Hölder-Pichler-Tempsky A.G., Wien / Leipzig 1935.
  - Der Lügner. Komödie in 3 Akten. Deutsche Übertragung und Nachwort von Heinz Riedt. Reclam, Stuttgart 2012.
- La figlia obbediente (Die gehorsame Tochter) (1752)
  - Die gehorsame Tochter. Komödie in 3 Akten. Deutsch von Heinz Riedt. S. Fischer, Frankfurt am Main 1974.

- La cameriera brillante (1753)
  - Argentina, die brillante Kammerzofe. Komödie in 3 Akten. Übertragen von Heinz Riedt. S. Fischer, Frankfurt am Main 1973.

- La locandiera (Mirandolina bzw. Die Wirtin) (1753)
  - Frau Wirtin. Übersetzt von Lola Lorme. Hölder-Pichler-Tempsky A.G., Wien / Leipzig 1935.
  - Mirandolina. Lustspiel in drei Akten. Übersetzung und Nachwort von Annika Makosch. Reclam, Stuttgart 2011.
- La sposa persiana (Die persische Braut) (1753)
- Il filosofo inglese (1754), gewidmet dem britischen Konsul Joseph Smith
- La villeggiatura (Der Landaufenthalt) (1756)
- Il campiello (1756)
- L’impresario delle smirne (Der Impresario von Smyrna) (1760), bearbeitet 1928 von Paul Kornfeld für das Hessische Landestheater Darmstadt
  - Diese Komödianten. Komödie in 5 Akten. Deutsch von Heinz Riedt. S.Fischer, Frankfurt am Main 1974.
- I rusteghi (Die Grobiane) (1760)
  - Herren im Haus/Viel Lärm in Chiozza. 2 Komödien. Aus dem Italienischen und Venezianischen übersetzt und mit einem Essay „Zum Verständnis der Werke“ herausgegeben von Heinz Riedt. Rowohlt, Reinbek bei Hamburg 1963.
- Trilogia della villeggiatura (Die Trilogie der Sommerfrische; in modernerer Übersetzung: Trilogie der schönen Ferienzeit[42]) (1761)
- Una delle ultime sere di carnovale (1761)
  - Abschied vom Karneval. Komödie in 3 Akten. Deutsch von Heinz Riedt. S. Fischer, Frankfurt am Main 1974.
- Le baruffe chiozzotte (Viel Lärm in Chiozza) (1762); Opernfassung von Giorgio Battistelli mit dem Titel Le baruffe (2022)
  - Viel Lärm in Chiozza. Komödie in drei Akten. Deutsche Übertragung und Nachwort von Heinz Riedt. Reclam, Stuttgart 1995.
- Il ventaglio (Der Fächer) (1763)
  - Der Fächer. Komödie in 3 Akten. Übertragen von Heinz Riedt. S. Fischer, Frankfurt am Main 1974.

### Libretti
- Gustavo primo, re di Svezia, 1740, Baldassare Galuppi
- Oronte, re de' Sciti, 1740, Baldassare Galuppi
- La contessina, 1743, zuerst vertont von Giacomo Maccari
- Il mondo della luna, u. a. 1750 von Baldassare Galuppi (→ Il mondo della luna) und 1777 von Joseph Haydn (→ Il mondo della luna) vertont
- Le pescatrici, 1751, Ferdinando Bertoni, vertont von Joseph Haydn 1770
- Il filosofo di campagna, 1754, Baldassare Galuppi
- Lo speziale, 1755, vertont von Joseph Haydn 1768 (→ Lo speziale)
- La diavolessa, 1755, Baldassare Galuppi
- La buona figliuola, 1756, vertont von Niccolò Piccinni 1760
- Il re alla caccia, 1763, zuerst vertont von Baldassare Galuppi
- La finta semplice, 1764, vertont von Wolfgang Amadeus Mozart 1769

Insgesamt 80 Libretti, davon bei weitem die meisten Buffo-Opern.

### Autobiographie
- Mémoires pour servir à l'histoire de sa vie et celle de son théâtre, 1787 (Goldoni über sich selbst und über die Geschichte seines Theaters, 1788)
- Carlo Goldoni: „Meine Helden sind Menschen“ – Memoiren. athenäum, Frankfurt am Main 1987, ISBN 3-610-08422-7, S. 354 (französisch: Mémoires de M. Goldoni- pour servir à l’histoire de sa vie et à celle de son théâtre. Paris 1787. Übersetzt von Eva Schumann).

## Filme
- Italienisches Capriccio. Spielfilm, DDR 1960/61. Regie: Glauco Pellegrini (Musik: „Goldoni-Suite“ von Günter Kochan)